# Handigud, Hukeri
Handigud là một làng thuộc tehsil Hukeri, huyện Belgaum, bang Karnataka, Ấn Độ.